# 24 uur van Daytona 2021
De 24 uur van Daytona 2021 (officieel de 2021 Rolex 24 at Daytona) was de 59e editie van deze endurancerace. De race werd verreden op 30 en 31 januari 2021 op de Daytona International Speedway nabij Daytona Beach, Florida.
De race werd gewonnen door de Konica Minolta Acura ARX-05 #10 van Filipe Albuquerque, Hélio Castroneves, Alexander Rossi en Ricky Taylor. Voor Castroneves en Rossi was het hun eerste Daytona-zege, terwijl Albuquerque en Taylor hun tweede overwinning in de race behaalden. De LMP2-klasse werd gewonnen door de Era Motorsport #18 van Paul-Loup Chatin, Ryan Dalziel, Dwight Merriman en Kyle Tilley. De LMP3-klasse werd gewonnen door de Riley Motorsports #74 van Scott Andrews, Oliver Askew, Spencer Pigot en Gar Robinson. De GTLM-klasse werd gewonnen door de Corvette Racing #3 van Nick Catsburg, Antonio García en Jordan Taylor. De GTD-klasse werd gewonnen door de HTP Winward Racing #57 van Indy Dontje, Philip Ellis, Maro Engel en Russell Ward.
Voorafgaand aan de hoofdrace werd er een kwalificatierace verreden. Deze werd gewonnen door de Whelen Engineering Racing #10 van Pipo Derani en Felipe Nasr; deze inschrijving mocht de hoofdrace vanaf pole position vertrekken.

## Kwalificatierace
Winnaars in hun klasse zijn vetgedrukt. De #19 GRT Grasser Racing Team werd teruggezet naar de laatste plaats in hun klasse.
| Pos. | Klasse | No. | Team                                    | Coureurs                                    | Chassis                          | Banden | Ronden |
| Pos. | Klasse | No. | Team                                    | Coureurs                                    | Motor                            | Banden | Ronden |
| ---- | ------ | --- | --------------------------------------- | ------------------------------------------- | -------------------------------- | ------ | ------ |
| 1    | DPi    | 31  | Whelen Engineering Racing               | Pipo Derani Felipe Nasr                     | Cadillac DPi-V.R                 | M      | 51     |
| 1    | DPi    | 31  | Whelen Engineering Racing               | Pipo Derani Felipe Nasr                     | Cadillac 5.5 L V8                | M      | 51     |
| 2    | DPi    | 55  | Mazda Motorsports                       | Oliver Jarvis Harry Tincknell               | Mazda RT24-P                     | M      | 51     |
| 2    | DPi    | 55  | Mazda Motorsports                       | Oliver Jarvis Harry Tincknell               | Mazda MZ-2.0T 2.0 L Turbo I4     | M      | 51     |
| 3    | DPi    | 5   | Mustang Sampling/JDC-Miller Motorsports | Loïc Duval Tristan Vautier                  | Cadillac DPi-V.R                 | M      | 51     |
| 3    | DPi    | 5   | Mustang Sampling/JDC-Miller Motorsports | Loïc Duval Tristan Vautier                  | Cadillac 5.5 L V8                | M      | 51     |
| 4    | DPi    | 60  | Meyer Shank Racing with Curb-Agajanian  | Dane Cameron Olivier Pla Juan Pablo Montoya | Acura ARX-05                     | M      | 51     |
| 4    | DPi    | 60  | Meyer Shank Racing with Curb-Agajanian  | Dane Cameron Olivier Pla Juan Pablo Montoya | Acura AR35TT 3.5 L Turbo V6      | M      | 51     |
| 5    | DPi    | 10  | Konica Minolta Acura ARX-05             | Filipe Albuquerque Ricky Taylor             | Acura ARX-05                     | M      | 51     |
| 5    | DPi    | 10  | Konica Minolta Acura ARX-05             | Filipe Albuquerque Ricky Taylor             | Acura AR35TT 3.5 L Turbo V6      | M      | 51     |
| 6    | DPi    | 48  | Ally Cadillac Racing                    | Jimmie Johnson Kamui Kobayashi              | Cadillac DPi-V.R                 | M      | 51     |
| 6    | DPi    | 48  | Ally Cadillac Racing                    | Jimmie Johnson Kamui Kobayashi              | Cadillac 5.5 L V8                | M      | 51     |
| 7    | DPi    | 01  | Cadillac Chip Ganassi Racing            | Kevin Magnussen Renger van der Zande        | Cadillac DPi-V.R                 | M      | 51     |
| 7    | DPi    | 01  | Cadillac Chip Ganassi Racing            | Kevin Magnussen Renger van der Zande        | Cadillac 5.5 L V8                | M      | 51     |
| 8    | LMP2   | 52  | PR1 Mathiasen Motorsports               | Mikkel Jensen Ben Keating                   | Oreca 07                         | M      | 51     |
| 8    | LMP2   | 52  | PR1 Mathiasen Motorsports               | Mikkel Jensen Ben Keating                   | Gibson Technology GK428 4.2 L V8 | M      | 51     |
| 9    | LMP2   | 20  | High Class Racing                       | Dennis Andersen Ferdinand von Habsburg      | Oreca 07                         | M      | 50     |
| 9    | LMP2   | 20  | High Class Racing                       | Dennis Andersen Ferdinand von Habsburg      | Gibson Technology GK428 4.2 L V8 | M      | 50     |
| 10   | LMP2   | 8   | Tower Motorsport                        | Gabriel Aubry John Farano                   | Oreca 07                         | M      | 50     |
| 10   | LMP2   | 8   | Tower Motorsport                        | Gabriel Aubry John Farano                   | Gibson Technology GK428 4.2 L V8 | M      | 50     |
| 11   | LMP2   | 29  | Racing Team Nederland                   | Frits van Eerd Giedo van der Garde          | Oreca 07                         | M      | 50     |
| 11   | LMP2   | 29  | Racing Team Nederland                   | Frits van Eerd Giedo van der Garde          | Gibson Technology GK428 4.2 L V8 | M      | 50     |
| 12   | LMP2   | 81  | DragonSpeed USA LLC                     | Garett Grist Rob Hodes                      | Oreca 07                         | M      | 50     |
| 12   | LMP2   | 81  | DragonSpeed USA LLC                     | Garett Grist Rob Hodes                      | Gibson Technology GK428 4.2 L V8 | M      | 50     |
| 13   | LMP2   | 47  | Cetilar Racing                          | Antonio Fuoco Roberto Lacorte               | Dallara P217                     | M      | 50     |
| 13   | LMP2   | 47  | Cetilar Racing                          | Antonio Fuoco Roberto Lacorte               | Gibson Technology GK428 4.2 L V8 | M      | 50     |
| 14   | LMP2   | 18  | Era Motorsport                          | Paul-Loup Chatin Dwight Merriman            | Oreca 07                         | M      | 49     |
| 14   | LMP2   | 18  | Era Motorsport                          | Paul-Loup Chatin Dwight Merriman            | Gibson Technology GK428 4.2 L V8 | M      | 49     |
| 15   | LMP2   | 51  | RWR-Eurasia                             | Cody Ware Salih Yoluç                       | Ligier JS P217                   | M      | 49     |
| 15   | LMP2   | 51  | RWR-Eurasia                             | Cody Ware Salih Yoluç                       | Gibson Technology GK428 4.2 L V8 | M      | 49     |
| 16   | GTLM   | 4   | Corvette Racing                         | Alexander Sims Nick Tandy                   | Chevrolet Corvette C8.R          | M      | 49     |
| 16   | GTLM   | 4   | Corvette Racing                         | Alexander Sims Nick Tandy                   | Chevrolet 5.5 L V8               | M      | 49     |
| 17   | GTLM   | 3   | Corvette Racing                         | Nick Catsburg Jordan Taylor                 | Chevrolet Corvette C8.R          | M      | 49     |
| 17   | GTLM   | 3   | Corvette Racing                         | Nick Catsburg Jordan Taylor                 | Chevrolet 5.5 L V8               | M      | 49     |
| 18   | GTLM   | 79  | WeatherTech Racing                      | Kévin Estre Cooper MacNeil                  | Porsche 911 RSR-19               | M      | 49     |
| 18   | GTLM   | 79  | WeatherTech Racing                      | Kévin Estre Cooper MacNeil                  | Porsche 4.2 L Flat 6             | M      | 49     |
| 19   | LMP2   | 82  | DragonSpeed USA LLC                     | Devlin DeFrancesco Eric Lux                 | Oreca 07                         | M      | 48     |
| 19   | LMP2   | 82  | DragonSpeed USA LLC                     | Devlin DeFrancesco Eric Lux                 | Gibson Technology GK428 4.2 L V8 | M      | 48     |
| 20   | LMP2   | 11  | WIN Autosport                           | Tristan Nunez Steven Thomas                 | Oreca 07                         | M      | 48     |
| 20   | LMP2   | 11  | WIN Autosport                           | Tristan Nunez Steven Thomas                 | Gibson Technology GK428 4.2 L V8 | M      | 48     |
| 21   | GTLM   | 62  | Risi Competizione                       | James Calado Alessandro Pier Guidi          | Ferrari 488 GTE                  | M      | 48     |
| 21   | GTLM   | 62  | Risi Competizione                       | James Calado Alessandro Pier Guidi          | Ferrari F154CB 3.9 L Turbo V8    | M      | 48     |
| 22   | GTD    | 96  | Turner Motorsport                       | Bill Auberlen Robby Foley                   | BMW M6 GT3                       | M      | 48     |
| 22   | GTD    | 96  | Turner Motorsport                       | Bill Auberlen Robby Foley                   | BMW 4.4 L Turbo V8               | M      | 48     |
| 23   | GTD    | 9   | Pfaff Motorsports                       | Zacharie Robichon Laurens Vanthoor          | Porsche 911 GT3 R                | M      | 48     |
| 23   | GTD    | 9   | Pfaff Motorsports                       | Zacharie Robichon Laurens Vanthoor          | Porsche 4.0 L Flat 6             | M      | 48     |
| 24   | GTD    | 111 | GRT Grasser Racing Team                 | Mirko Bortolotti Rolf Ineichen              | Lamborghini Huracán GT3 Evo      | M      | 48     |
| 24   | GTD    | 111 | GRT Grasser Racing Team                 | Mirko Bortolotti Rolf Ineichen              | Lamborghini 5.2 L V10            | M      | 48     |
| 25   | GTLM   | 25  | BMW Team RLL                            | Philipp Eng Timo Glock                      | BMW M8 GTE                       | M      | 48     |
| 25   | GTLM   | 25  | BMW Team RLL                            | Philipp Eng Timo Glock                      | BMW S63 4.0 L Turbo V8           | M      | 48     |
| 26   | GTD    | 14  | Vasser Sullivan                         | Oliver Gavin Aaron Telitz                   | Lexus RC F GT3                   | M      | 48     |
| 26   | GTD    | 14  | Vasser Sullivan                         | Oliver Gavin Aaron Telitz                   | Lexus 5.4 L V8                   | M      | 48     |
| 27   | LMP3   | 6   | Mühlner Motorsports America             | Laurents Hörr Moritz Kranz                  | Duqueine M30 - D08               | M      | 48     |
| 27   | LMP3   | 6   | Mühlner Motorsports America             | Laurents Hörr Moritz Kranz                  | Nissan VK56DE 5.6L V8            | M      | 48     |
| 28   | GTD    | 57  | Winward Racing                          | Philip Ellis Russell Ward                   | Mercedes-AMG GT3                 | M      | 48     |
| 28   | GTD    | 57  | Winward Racing                          | Philip Ellis Russell Ward                   | Mercedes-AMG M159 6.2 L V8       | M      | 48     |
| 29   | GTD    | 23  | Heart of Racing Team                    | Roman De Angelis Ian James                  | Aston Martin Vantage GT3         | M      | 47     |
| 29   | GTD    | 23  | Heart of Racing Team                    | Roman De Angelis Ian James                  | Aston Martin 4.0 L Turbo V8      | M      | 47     |
| 30   | LMP3   | 7   | Forty7 Motorsports                      | Mark Kvamme Ryan Norman                     | Duqueine M30 - D08               | M      | 47     |
| 30   | LMP3   | 7   | Forty7 Motorsports                      | Mark Kvamme Ryan Norman                     | Nissan VK56DE 5.6L V8            | M      | 47     |
| 31   | GTLM   | 24  | BMW Team RLL                            | Augusto Farfus Marco Wittmann               | BMW M8 GTE                       | M      | 47     |
| 31   | GTLM   | 24  | BMW Team RLL                            | Augusto Farfus Marco Wittmann               | BMW S63 4.0 L Turbo V8           | M      | 47     |
| 32   | LMP3   | 54  | CORE Autosport                          | Jon Bennett George Kurtz                    | Ligier JS P320                   | M      | 47     |
| 32   | LMP3   | 54  | CORE Autosport                          | Jon Bennett George Kurtz                    | Nissan VK56DE 5.6L V8            | M      | 47     |
| 33   | GTD    | 63  | Scuderia Corsa                          | Bret Curtis Ed Jones                        | Ferrari 488 GT3                  | M      | 47     |
| 33   | GTD    | 63  | Scuderia Corsa                          | Bret Curtis Ed Jones                        | Ferrari F154CB 3.9 L Turbo V8    | M      | 47     |
| 34   | GTD    | 16  | Wright Motorsports                      | Ryan Hardwick Patrick Long                  | Porsche 911 GT3 R                | M      | 47     |
| 34   | GTD    | 16  | Wright Motorsports                      | Ryan Hardwick Patrick Long                  | Porsche 4.0 L Flat-6             | M      | 47     |
| 35   | GTD    | 12  | Vasser Sullivan                         | Robert Megennis Zach Veach                  | Lexus RC F GT3                   | M      | 46     |
| 35   | GTD    | 12  | Vasser Sullivan                         | Robert Megennis Zach Veach                  | Lexus 5.4 L V8                   | M      | 46     |
| 36   | GTD    | 75  | SunEnergy1                              | Kenny Habul Raffaele Marciello              | Mercedes-AMG GT3                 | M      | 46     |
| 36   | GTD    | 75  | SunEnergy1                              | Kenny Habul Raffaele Marciello              | Mercedes-AMG M159 6.2 L V8       | M      | 46     |
| 37   | GTD    | 44  | Magnus with Archangel                   | Andy Lally John Potter                      | Acura NSX GT3                    | M      | 45     |
| 37   | GTD    | 44  | Magnus with Archangel                   | Andy Lally John Potter                      | Acura 3.5 L Turbo V6             | M      | 45     |
| 38   | GTD    | 97  | TF Sport                                | Charlie Eastwood Max Root                   | Aston Martin Vantage GT3         | M      | 45     |
| 38   | GTD    | 97  | TF Sport                                | Charlie Eastwood Max Root                   | Aston Martin 4.0 L Turbo V8      | M      | 45     |
| 39   | GTD    | 88  | Team Hardpoint EBM                      | Earl Bamber Christina Nielsen               | Porsche 911 GT3 R                | M      | 45     |
| 39   | GTD    | 88  | Team Hardpoint EBM                      | Earl Bamber Christina Nielsen               | Porsche 4.0 L Flat-6             | M      | 45     |
| 40   | GTD    | 28  | Alegra Motorsports                      | Daniel Morad Michael de Quesada             | Mercedes-AMG GT3                 | M      | 45     |
| 40   | GTD    | 28  | Alegra Motorsports                      | Daniel Morad Michael de Quesada             | Mercedes-AMG M159 6.2 L V8       | M      | 45     |
| 41   | GTD    | 21  | AF Corse                                | Simon Mann Nicklas Nielsen                  | Ferrari 488 GT3                  | M      | 44     |
| 41   | GTD    | 21  | AF Corse                                | Simon Mann Nicklas Nielsen                  | Ferrari F154CB 3.9 L Turbo V8    | M      | 44     |
| DNF  | LMP3   | 33  | Sean Creech Motorsport                  | João Barbosa Lance Willsey                  | Ligier JS P320                   | M      | 30     |
| DNF  | LMP3   | 33  | Sean Creech Motorsport                  | João Barbosa Lance Willsey                  | Nissan VK56DE 5.6L V8            | M      | 30     |
| DNF  | GTD    | 42  | NTE Sport                               | Andrew Davis Alan Metni                     | Audi R8 LMS GT3                  | M      | 18     |
| DNF  | GTD    | 42  | NTE Sport                               | Andrew Davis Alan Metni                     | Audi BXA 5.2 L V10               | M      | 18     |
| DNF  | LMP3   | 38  | Performance Tech Motorsports            | Cameron Cassels Rasmus Lindh                | Ligier JS P320                   | M      | 13     |
| DNF  | LMP3   | 38  | Performance Tech Motorsports            | Cameron Cassels Rasmus Lindh                | Nissan VK56DE 5.6L V8            | M      | 13     |
| DNF  | LMP3   | 91  | Riley Motorsports                       | Jim Cox Dylan Murry                         | Ligier JS P320                   | M      | 8      |
| DNF  | LMP3   | 91  | Riley Motorsports                       | Jim Cox Dylan Murry                         | Nissan VK56DE 5.6L V8            | M      | 8      |
| DNF  | GTD    | 1   | Paul Miller Racing                      | Madison Snow Bryan Sellers                  | Lamborghini Huracán GT3          | M      | 2      |
| DNF  | GTD    | 1   | Paul Miller Racing                      | Madison Snow Bryan Sellers                  | Lamborghini 5.2 L V10            | M      | 2      |
| 47   | GTD    | 19  | GRT Grasser Racing Team                 | Misha Goikhberg Franck Perera               | Lamborghini Huracán GT3          | M      | 48     |
| 47   | GTD    | 19  | GRT Grasser Racing Team                 | Misha Goikhberg Franck Perera               | Lamborghini 5.2 L V10            | M      | 48     |
| DNS  | LMP3   | 74  | Riley Motorsports                       | Spencer Pigot Gar Robinson                  | Ligier JS P320                   | M      | 0      |
| DNS  | LMP3   | 74  | Riley Motorsports                       | Spencer Pigot Gar Robinson                  | Nissan VK56DE 5.6L V8            | M      | 0      |
| DNS  | GTD    | 64  | Team TGM                                | Ted Giovanis Owen Trinkler                  | Porsche 911 GT3 R                | M      | 0      |
| DNS  | GTD    | 64  | Team TGM                                | Ted Giovanis Owen Trinkler                  | Porsche 4.0 L Flat-6             | M      | 0      |

## Hoofdrace
Winnaars in hun klasse zijn vetgedrukt.
| Pos. | Klasse | No. | Team                                     | Coureurs                                                              | Chassis                       | Banden | Ronden |
| Pos. | Klasse | No. | Team                                     | Coureurs                                                              | Motor                         | Banden | Ronden |
| ---- | ------ | --- | ---------------------------------------- | --------------------------------------------------------------------- | ----------------------------- | ------ | ------ |
| 1    | DPi    | 10  | Konica Minolta Acura ARX-05              | Filipe Albuquerque Hélio Castroneves Alexander Rossi Ricky Taylor     | Acura ARX-05                  | M      | 807    |
| 1    | DPi    | 10  | Konica Minolta Acura ARX-05              | Filipe Albuquerque Hélio Castroneves Alexander Rossi Ricky Taylor     | Acura AR35TT 3.5 L Turbo V6   | M      | 807    |
| 2    | DPi    | 48  | Ally Cadillac Racing                     | Jimmie Johnson Kamui Kobayashi Simon Pagenaud Mike Rockenfeller       | Cadillac DPi-V.R              | M      | 807    |
| 2    | DPi    | 48  | Ally Cadillac Racing                     | Jimmie Johnson Kamui Kobayashi Simon Pagenaud Mike Rockenfeller       | Cadillac 5.5 L V8             | M      | 807    |
| 3    | DPi    | 55  | Mazda Motorsports                        | Jonathan Bomarito Oliver Jarvis Harry Tincknell                       | Mazda RT24-P                  | M      | 807    |
| 3    | DPi    | 55  | Mazda Motorsports                        | Jonathan Bomarito Oliver Jarvis Harry Tincknell                       | Mazda MZ-2.0T 2.0 L Turbo I4  | M      | 807    |
| 4    | DPi    | 60  | Meyer Shank Racing with Curb-Agajanian   | A.J. Allmendinger Dane Cameron Juan Pablo Montoya Olivier Pla         | Acura ARX-05                  | M      | 807    |
| 4    | DPi    | 60  | Meyer Shank Racing with Curb-Agajanian   | A.J. Allmendinger Dane Cameron Juan Pablo Montoya Olivier Pla         | Acura AR35TT 3.5 L Turbo V6   | M      | 807    |
| 5    | DPi    | 01  | Cadillac Chip Ganassi Racing             | Scott Dixon Kevin Magnussen Renger van der Zande                      | Cadillac DPi-V.R              | M      | 807    |
| 5    | DPi    | 01  | Cadillac Chip Ganassi Racing             | Scott Dixon Kevin Magnussen Renger van der Zande                      | Cadillac 5.5 L V8             | M      | 807    |
| 6    | LMP2   | 18  | Era Motorsport                           | Paul-Loup Chatin Ryan Dalziel Dwight Merriman Kyle Tilley             | Oreca 07                      | M      | 787    |
| 6    | LMP2   | 18  | Era Motorsport                           | Paul-Loup Chatin Ryan Dalziel Dwight Merriman Kyle Tilley             | Gibson Technology GK428 V8    | M      | 787    |
| 7    | LMP2   | 8   | Tower Motorsports by Starworks           | Gabriel Aubry Timothé Buret John Farano Matthieu Vaxivière            | Oreca 07                      | M      | 787    |
| 7    | LMP2   | 8   | Tower Motorsports by Starworks           | Gabriel Aubry Timothé Buret John Farano Matthieu Vaxivière            | Gibson Technology GK428 V8    | M      | 787    |
| 8    | DPi    | 31  | Whelen Engineering Racing                | Mike Conway Pipo Derani Chase Elliott Felipe Nasr                     | Cadillac DPi-V.R              | M      | 783    |
| 8    | DPi    | 31  | Whelen Engineering Racing                | Mike Conway Pipo Derani Chase Elliott Felipe Nasr                     | Cadillac 5.5 L V8             | M      | 783    |
| 9    | LMP2   | 82  | DragonSpeed USA LLC                      | Devlin DeFrancesco Eric Lux Christopher Mies Fabian Schiller          | Oreca 07                      | M      | 783    |
| 9    | LMP2   | 82  | DragonSpeed USA LLC                      | Devlin DeFrancesco Eric Lux Christopher Mies Fabian Schiller          | Gibson Technology GK428 V8    | M      | 783    |
| 10   | LMP2   | 51  | RWR-Eurasia                              | Austin Dillon Sven Müller Cody Ware Salih Yoluç                       | Ligier JS P217                | M      | 778    |
| 10   | LMP2   | 51  | RWR-Eurasia                              | Austin Dillon Sven Müller Cody Ware Salih Yoluç                       | Gibson Technology GK428 V8    | M      | 778    |
| 11   | GTLM   | 3   | Corvette Racing                          | Nick Catsburg Antonio García Jordan Taylor                            | Chevrolet Corvette C8.R       | M      | 770    |
| 11   | GTLM   | 3   | Corvette Racing                          | Nick Catsburg Antonio García Jordan Taylor                            | Chevrolet 5.5 L V8            | M      | 770    |
| 12   | GTLM   | 4   | Corvette Racing                          | Tommy Milner Alexander Sims Nick Tandy                                | Chevrolet Corvette C8.R       | M      | 770    |
| 12   | GTLM   | 4   | Corvette Racing                          | Tommy Milner Alexander Sims Nick Tandy                                | Chevrolet 5.5 L V8            | M      | 770    |
| 13   | GTLM   | 24  | BMW Team RLL                             | John Edwards Augusto Farfus Jesse Krohn Marco Wittmann                | BMW M8 GTE                    | M      | 769    |
| 13   | GTLM   | 24  | BMW Team RLL                             | John Edwards Augusto Farfus Jesse Krohn Marco Wittmann                | BMW S63 4.0 L Turbo V8        | M      | 769    |
| 14   | GTLM   | 62  | Risi Competizione                        | James Calado Jules Gounon Alessandro Pier Guidi Davide Rigon          | Ferrari 488 GTE               | M      | 769    |
| 14   | GTLM   | 62  | Risi Competizione                        | James Calado Jules Gounon Alessandro Pier Guidi Davide Rigon          | Ferrari F154CB 3.9 L Turbo V8 | M      | 769    |
| 15   | GTLM   | 25  | BMW Team RLL                             | Philipp Eng Timo Glock Connor De Phillippi Bruno Spengler             | BMW M8 GTE                    | M      | 768    |
| 15   | GTLM   | 25  | BMW Team RLL                             | Philipp Eng Timo Glock Connor De Phillippi Bruno Spengler             | BMW S63 4.0 L Turbo V8        | M      | 768    |
| 16   | LMP2   | 11  | WIN Autosport                            | Matthew Bell Thomas Merrill Tristan Nunez Steven Thomas               | Oreca 07                      | M      | 764    |
| 16   | LMP2   | 11  | WIN Autosport                            | Matthew Bell Thomas Merrill Tristan Nunez Steven Thomas               | Gibson Technology GK428 V8    | M      | 764    |
| 17   | GTLM   | 79  | WeatherTech Racing                       | Gianmaria Bruni Kévin Estre Richard Lietz Cooper MacNeil              | Porsche 911 RSR-19            | M      | 760    |
| 17   | GTLM   | 79  | WeatherTech Racing                       | Gianmaria Bruni Kévin Estre Richard Lietz Cooper MacNeil              | Porsche 4.2 L Flat 6          | M      | 760    |
| 18   | LMP3   | 74  | Riley Motorsports                        | Scott Andrews Oliver Askew Spencer Pigot Gar Robinson                 | Ligier JS P320                | M      | 757    |
| 18   | LMP3   | 74  | Riley Motorsports                        | Scott Andrews Oliver Askew Spencer Pigot Gar Robinson                 | Nissan VK56DE 5.6 L V8        | M      | 757    |
| 19   | LMP3   | 33  | Sean Creech Motorsport                   | João Barbosa Wayne Boyd Yann Clairay Lance Willsey                    | Ligier JS P320                | M      | 754    |
| 19   | LMP3   | 33  | Sean Creech Motorsport                   | João Barbosa Wayne Boyd Yann Clairay Lance Willsey                    | Nissan VK56DE 5.6 L V8        | M      | 754    |
| 20   | LMP3   | 6   | Mühlner Motorsport America               | Laurents Hörr Kenton Koch Mortiz Kranz Stevan McAleer                 | Duqueine M30 - D08            | M      | 750    |
| 20   | LMP3   | 6   | Mühlner Motorsport America               | Laurents Hörr Kenton Koch Mortiz Kranz Stevan McAleer                 | Nissan VK56DE 5.6 L V8        | M      | 750    |
| 21   | LMP3   | 91  | Riley Motorsports                        | Jeroen Bleekemolen Jim Cox Austin McCusker Dylan Murry                | Ligier JS P320                | M      | 746    |
| 21   | LMP3   | 91  | Riley Motorsports                        | Jeroen Bleekemolen Jim Cox Austin McCusker Dylan Murry                | Nissan VK56DE 5.6 L V8        | M      | 746    |
| 22   | GTD    | 57  | HTP Winward Racing                       | Indy Dontje Philip Ellis Maro Engel Russell Ward                      | Mercedes-AMG GT3 Evo          | M      | 745    |
| 22   | GTD    | 57  | HTP Winward Racing                       | Indy Dontje Philip Ellis Maro Engel Russell Ward                      | Mercedes-AMG M159 6.2 L V8    | M      | 745    |
| 23   | GTD    | 75  | SunEnergy1 Racing                        | Mikaël Grenier Kenny Habul Raffaele Marciello Luca Stolz              | Mercedes-AMG GT3 Evo          | M      | 745    |
| 23   | GTD    | 75  | SunEnergy1 Racing                        | Mikaël Grenier Kenny Habul Raffaele Marciello Luca Stolz              | Mercedes-AMG M159 6.2 L V8    | M      | 745    |
| 24   | GTD    | 1   | Paul Miller Racing                       | Andrea Caldarelli Corey Lewis Bryan Sellers Madison Snow              | Lamborghini Huracán GT3 Evo   | M      | 745    |
| 24   | GTD    | 1   | Paul Miller Racing                       | Andrea Caldarelli Corey Lewis Bryan Sellers Madison Snow              | Lamborghini 5.2 L V10         | M      | 745    |
| 25   | GTD    | 16  | Wright Motorsports                       | Klaus Bachler Jan Heylen Trent Hindman Patrick Long                   | Porsche 911 GT3 R             | M      | 745    |
| 25   | GTD    | 16  | Wright Motorsports                       | Klaus Bachler Jan Heylen Trent Hindman Patrick Long                   | Porsche 4.0 L Flat 6          | M      | 745    |
| 26   | GTD    | 23  | Heart of Racing Team                     | Roman De Angelis Ross Gunn Ian James Darren Turner                    | Aston Martin Vantage AMR GT3  | M      | 745    |
| 26   | GTD    | 23  | Heart of Racing Team                     | Roman De Angelis Ross Gunn Ian James Darren Turner                    | Aston Martin 4.0 L Turbo V8   | M      | 745    |
| 27   | GTD    | 96  | Turner Motorsport                        | Bill Auberlen Robby Foley Colton Herta Aidan Read                     | BMW M6 GT3                    | M      | 744    |
| 27   | GTD    | 96  | Turner Motorsport                        | Bill Auberlen Robby Foley Colton Herta Aidan Read                     | BMW 4.4 L Turbo V8            | M      | 744    |
| 28   | GTD    | 97  | TF Sport                                 | Charlie Eastwood Ben Keating Max Root Richard Westbrook               | Aston Martin Vantage AMR GT3  | M      | 744    |
| 28   | GTD    | 97  | TF Sport                                 | Charlie Eastwood Ben Keating Max Root Richard Westbrook               | Aston Martin 4.0 L Turbo V8   | M      | 744    |
| 29   | GTD    | 21  | AF Corse                                 | Matteo Cressoni Simon Mann Nicklas Nielsen Daniel Serra               | Ferrari 488 GT3 Evo 2020      | M      | 743    |
| 29   | GTD    | 21  | AF Corse                                 | Matteo Cressoni Simon Mann Nicklas Nielsen Daniel Serra               | Ferrari F154CB 3.9 L Turbo V8 | M      | 743    |
| 30   | GTD    | 28  | Alegra Motorsports                       | Maximilian Buhk Billy Johnson Daniel Morad Mike Skeen                 | Mercedes-AMG GT3 Evo          | M      | 741    |
| 30   | GTD    | 28  | Alegra Motorsports                       | Maximilian Buhk Billy Johnson Daniel Morad Mike Skeen                 | Mercedes-AMG M159 6.2 L V8    | M      | 741    |
| 31   | LMP3   | 54  | CORE Autosport                           | Jon Bennett Colin Braun George Kurtz Matt McMurry                     | Ligier JS P320                | M      | 737    |
| 31   | LMP3   | 54  | CORE Autosport                           | Jon Bennett Colin Braun George Kurtz Matt McMurry                     | Nissan VK56DE 5.6 L V8        | M      | 737    |
| 32   | GTD    | 88  | Team Hardpoint EBM                       | Earl Bamber Rob Ferriol Katherine Legge Christina Nielsen             | Porsche 911 GT3 R             | M      | 737    |
| 32   | GTD    | 88  | Team Hardpoint EBM                       | Earl Bamber Rob Ferriol Katherine Legge Christina Nielsen             | Porsche 4.0 L Flat 6          | M      | 737    |
| 33   | GTD    | 44  | Magnus Racing with Archangel Motorsports | Mario Farnbacher Andy Lally John Potter Spencer Pumpelly              | Acura NSX GT3 Evo             | M      | 736    |
| 33   | GTD    | 44  | Magnus Racing with Archangel Motorsports | Mario Farnbacher Andy Lally John Potter Spencer Pumpelly              | Acura 3.5 L Turbo V6          | M      | 736    |
| DNF  | DPi    | 5   | JDC-Mustang Sampling Racing              | Sébastien Bourdais Loïc Duval Tristan Vautier                         | Cadillac DPi-V.R              | M      | 723    |
| DNF  | DPi    | 5   | JDC-Mustang Sampling Racing              | Sébastien Bourdais Loïc Duval Tristan Vautier                         | Cadillac 5.5 L V8             | M      | 723    |
| 35   | LMP2   | 47  | Cetilar Racing                           | Andrea Belicchi Antonio Fuoco Roberto Lacorte Giorgio Sernagiotto     | Dallara P217                  | M      | 710    |
| 35   | LMP2   | 47  | Cetilar Racing                           | Andrea Belicchi Antonio Fuoco Roberto Lacorte Giorgio Sernagiotto     | Gibson Technology GK428 V8    | M      | 710    |
| 36   | GTD    | 9   | Pfaff Motorsports                        | Matt Campbell Lars Kern Zacharie Robichon Laurens Vanthoor            | Porsche 911 GT3 R             | M      | 702    |
| 36   | GTD    | 9   | Pfaff Motorsports                        | Matt Campbell Lars Kern Zacharie Robichon Laurens Vanthoor            | Porsche 4.0 L Flat 6          | M      | 702    |
| 37   | LMP3   | 38  | Performance Tech Motorsports             | Cameron Cassels Rasmus Lindh Mateo Llarena Ayrton Ori                 | Ligier JS P320                | M      | 687    |
| 37   | LMP3   | 38  | Performance Tech Motorsports             | Cameron Cassels Rasmus Lindh Mateo Llarena Ayrton Ori                 | Nissan VK56DE 5.6 L V8        | M      | 687    |
| 38   | GTD    | 12  | Vasser Sullivan Racing                   | Townsend Bell Robert Megennis Frankie Montecalvo Zach Veach           | Lexus RC F GT3                | M      | 681    |
| 38   | GTD    | 12  | Vasser Sullivan Racing                   | Townsend Bell Robert Megennis Frankie Montecalvo Zach Veach           | Lexus 5.4 L V8                | M      | 681    |
| DNF  | GTD    | 63  | Scuderia Corsa                           | Ryan Briscoe Bret Curtis Marcos Gomes Ed Jones                        | Ferrari 488 GT3 Evo 2020      | M      | 676    |
| DNF  | GTD    | 63  | Scuderia Corsa                           | Ryan Briscoe Bret Curtis Marcos Gomes Ed Jones                        | Ferrari F154CB 3.9 L Turbo V8 | M      | 676    |
| DNF  | GTD    | 42  | NTE Sport                                | Andrew Davis J.R. Hildebrand Alan Metni Don Yount                     | Audi R8 LMS Evo               | M      | 665    |
| DNF  | GTD    | 42  | NTE Sport                                | Andrew Davis J.R. Hildebrand Alan Metni Don Yount                     | Audi BXA 5.2 L V10            | M      | 665    |
| DNF  | LMP2   | 52  | PR1/Mathiasen Motorsports                | Scott Huffaker Mikkel Jensen Ben Keating Nicolas Lapierre             | Oreca 07                      | M      | 664    |
| DNF  | LMP2   | 52  | PR1/Mathiasen Motorsports                | Scott Huffaker Mikkel Jensen Ben Keating Nicolas Lapierre             | Gibson Technology GK428 V8    | M      | 664    |
| DNF  | GTD    | 14  | Vasser Sullivan Racing                   | Oliver Gavin Jack Hawksworth Kyle Kirkwood Aaron Telitz               | Lexus RC F GT3                | M      | 641    |
| DNF  | GTD    | 14  | Vasser Sullivan Racing                   | Oliver Gavin Jack Hawksworth Kyle Kirkwood Aaron Telitz               | Lexus 5.4 L V8                | M      | 641    |
| DNF  | GTD    | 64  | Team TGM                                 | Ted Giovanis Hugh Plumb Matt Plumb Owen Trinkler                      | Porsche 911 GT3 R             | M      | 515    |
| DNF  | GTD    | 64  | Team TGM                                 | Ted Giovanis Hugh Plumb Matt Plumb Owen Trinkler                      | Porsche 4.0 L Flat 6          | M      | 515    |
| DNF  | LMP3   | 7   | Forty7 Motorsports                       | Gabriel Chaves Trenton Estep Mark Kvamme Ryan Norman                  | Duqueine M30 - D-08           | M      | 413    |
| DNF  | LMP3   | 7   | Forty7 Motorsports                       | Gabriel Chaves Trenton Estep Mark Kvamme Ryan Norman                  | Nissan VK56DE 5.6 L V8        | M      | 413    |
| DNF  | GTD    | 111 | GRT Grasser Racing Team                  | Mirko Bortolotti Rolf Ineichen Marco Mapelli Steijn Schothorst        | Lamborghini Huracán GT3 Evo   | M      | 347    |
| DNF  | GTD    | 111 | GRT Grasser Racing Team                  | Mirko Bortolotti Rolf Ineichen Marco Mapelli Steijn Schothorst        | Lamborghini 5.2 L V10         | M      | 347    |
| DNF  | GTD    | 19  | GRT Grasser Racing Team                  | Albert Costa Misha Goikhberg Franck Perera Tim Zimmermann             | Lamborghini Huracán GT3 Evo   | M      | 195    |
| DNF  | GTD    | 19  | GRT Grasser Racing Team                  | Albert Costa Misha Goikhberg Franck Perera Tim Zimmermann             | Lamborghini 5.2 L V10         | M      | 195    |
| DNF  | LMP2   | 29  | Racing Team Nederland                    | Frits van Eerd Giedo van der Garde Charles Milesi Job van Uitert      | Oreca 07                      | M      | 64     |
| DNF  | LMP2   | 29  | Racing Team Nederland                    | Frits van Eerd Giedo van der Garde Charles Milesi Job van Uitert      | Gibson Technology GK428 V8    | M      | 64     |
| DNF  | LMP2   | 20  | High Class Racing                        | Dennis Andersen Anders Fjordbach Ferdinand von Habsburg Robert Kubica | Oreca 07                      | M      | 56     |
| DNF  | LMP2   | 20  | High Class Racing                        | Dennis Andersen Anders Fjordbach Ferdinand von Habsburg Robert Kubica | Gibson Technology GK428 V8    | M      | 56     |
| DNF  | LMP2   | 81  | DragonSpeed USA LLC                      | Garett Grist Ben Hanley Rob Hodes Rinus VeeKay                        | Oreca 07                      | M      | 53     |
| DNF  | LMP2   | 81  | DragonSpeed USA LLC                      | Garett Grist Ben Hanley Rob Hodes Rinus VeeKay                        | Gibson Technology GK428 V8    | M      | 53     |

1962 · 1963 · 1964 · 1965 · 1966 · 1967 · 1968 · 1969 · 1970 · 1971 · 1972 · 1973 · 1974 · 1975 · 1976 · 1977 · 1978 · 1979 · 1980 · 1981 · 1982 · 1983 · 1984 · 1985 · 1986 · 1987 · 1988 · 1989 · 1990 · 1991 · 1992 · 1993 · 1994 · 1995 · 1996 · 1997 · 1998 · 1999 · 2000 · 2001 · 2002 · 2003 · 2004 · 2005 · 2006 · 2007 · 2008 · 2009 · 2010 · 2011 · 2012 · 2013 · 2014 · 2015 · 2016 · 2017 · 2018 · 2019 · 2020 · 2021 · 2022 · 2023 · 2024 · 2025